# 4-异丙氨基二苯胺
4-异丙氨基二苯胺（也称为防老剂4010NA，N-异丙基-N′-苯基-1,4-苯二胺，缩写IPPD）是一种有机化合物，可用于橡胶的抗臭氧剂。